# Alexandr Yegórov
Alexandr Yúrievich Yegórov –en ruso, Александр Юрьевич Егоров– (Cheboksary, 19 de agosto de 2001) es un deportista ruso que compite en natación, especialista en el estilo libre. Ganó dos medallas en el Campeonato Mundial Junior de Natación de 2019, plata en 4 × 200 m libre y bronce en 400 m libre. Yegórov participó en las Juegos Olímpicos de Tokio 2020 en 400, 800 y 1500 metros libre.